# نوپسرها نیگرریما
نوپسرها نیگرریما یک گونه سوسک از خانوادهٔ سوسک‌های شاخک‌دراز است. هینتز در سال ۱۹۱۹ این گونه را توصیف و بررسی کرد.